# Metroon (Olympia)
Metroon w Olimpii – metroon na terenie starożytnej Olimpii; dorycka świątynia dedykowana matce bogów Rei.
Ruiny metroonu znajdują się na terenie stanowiska archeologicznego w Olimpii, które w 1989 roku zostało wpisane na listę światowego dziedzictwa UNESCO.

## Architektura

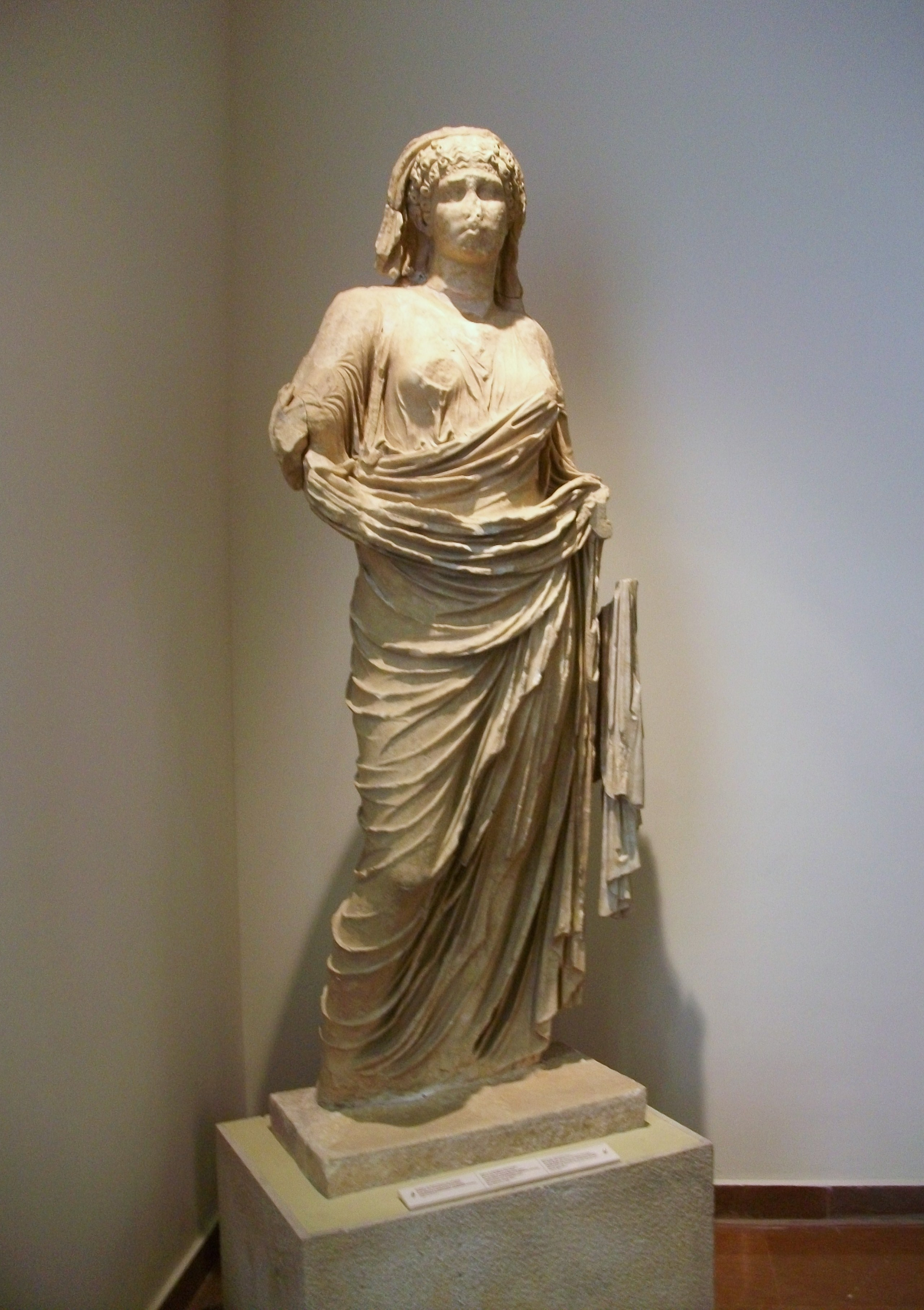
Posąg Agrypiny z metroonu przedstawionej jako kapłanka, Muzeum Archeologiczne w Olimpii

Niewielka dorycka świątynia (10,62 m × 20,67 m ) dedykowana matce bogów Rei, później zwanej Kybele . Gmach z kolumnadą 6 × 11 kolumn; naos otwarty na wschód do pronaosu zakończonego antami, po stronie zachodniej opistodomos również zakończony antami  . Wapienne kolumny pokryte stiukiem miały 4,63 m wysokości i 0,85 m średnicy przy bazie . Architraw i fryz, z metopami i tryglifami, były wykonane z kamienia, a drewniany dach pokrywały terakotowe dachówki .
Z okresu rzymskiego znaleziono tu posągi cesarzy, m.in. Augusta, Klaudiusza, Tytusa i Wespazjana, a także Agrypiny .

## Historia
Metroon wzniesiono ok. 400–300 p.n.e. w północno-wschodniej części Altisu, na południe od skarbców i na wschód od Herajonu .
Świątynia początkowo dedykowana była matce bogów Rei, a później cesarzom rzymskim.
Współcześnie ruiny metroonu znajdują się na terenie stanowiska archeologicznego w Olimpii, które w 1989 roku zostało wpisane na listę światowego dziedzictwa UNESCO .